# Rhomboplites aurorubens
Rhomboplites aurorubens là loài cá biển duy nhất thuộc chi Rhomboplites trong họ Cá hồng. Loài này được mô tả lần đầu tiên vào năm 1829.

## Từ nguyên
Tên chi được ghép bởi hai âm tiết trong tiếng Hy Lạp cổ đại: rhómbos (ῥόμβος; "hình thoi") và hoplítēs (ὁπλίτης; "trang bị vũ khí"), hàm ý đề cập đến các mảng hình thoi của răng lá mía; từ định danh aurorubens cũng là từ ghép trong tiếng Latinh: aureus ("mạ vàng") và rubens ("phớt đỏ"), hàm ý đề cập đến màu vàng hồng ở loài cá này khi mẫu vật được bảo quản trong alcohol.

## Phân bố và môi trường sống
R. aurorubens được phân bố dọc theo Tây Đại Tây Dương, từ bang North Carolina và Bermuda trải dài về phía nam đến bang Santa Catarina (Brasil), bao gồm vùng vịnh México và biển Caribe, xa về phía đông bắc Đại Tây Dương đến cụm đảo Açores.
Sự suy giảm sinh khối loài R. aurorubens đã diễn ra ở bờ đông nam Hoa Kỳ. Ngoài ra, nạn đánh bắt quá mức còn được báo cáo ở Trinidad và Tobago và Puerto Rico, cũng như một số vùng của Brasil. Do đó, R. aurorubens được xếp vào Loài sắp nguy cấp theo Sách đỏ IUCN.
R. aurorubens được tìm thấy ở vùng nước ở độ sâu khoảng 20–300 m, phổ biến trên nền đáy đá, sỏi và cát gần rìa thềm lục địa và đảo.

## Mô tả
Chiều dài cơ thể lớn nhất được ghi nhận ở R. aurorubens là 60 cm. Lưng và thân trên màu đỏ son, nhạt dần xuống thân dưới. Mống mắt đỏ. Hai bên thân có những vệt sọc ánh vàng phía dưới đường bên. Vây lưng có các vệt đỏ, vây đuôi màu đỏ son, vây hậu môn và vây ngực từ trắng đến hồng nhạt, vây bụng trắng.
Số gai ở vây lưng: 12–13; Số tia vây ở vây lưng: 10–12; Số gai ở vây hậu môn: 3; Số tia vây ở vây hậu môn: 8–9; Số tia vây ở vây ngực: 16–19; Số vảy đường bên: 46–52.

## Sinh thái

### Thức ăn
Thức ăn của R. aurorubens là những loài cá nhỏ và nhiều loài thủy sinh không xương sống khác. Trong một nghiên cứu, người ta nhận thấy các loài giáp xác nhỏ (và ấu trùng của chúng) chiếm 38% khối lượng trong khẩu phần của R. aurorubens, chân đầu chiếm 37%, chân bụng 11%, cá 8,5% và những loại sinh vật khác chiếm 5,5%. Cá con nhỏ (< 100 mm TL) tiêu thụ 67% giáp xác chân chèo, trong khi cá con lớn hơn (100–175 mm TL) tiêu thụ 68% vảy cá cho thấy chúng đang chuyển đổi sang cá trưởng thành.

### Sinh sản
Ở quần đảo Abrolhos (Brasil), R. aurorubens sinh sản chủ yếu từ tháng 2 đến tháng 5 (thời điểm hè–thu ở Nam bán cầu), tuy nhiên vẫn chưa có nghiên cứu về thời gian sinh sản của chúng dọc bờ biển Brasil.
Dọc bờ Đông Nam Hoa Kỳ, R. aurorubens sinh sản từ tháng 4 đến cuối tháng 9 (xuân–hè ở Bắc bán cầu). Tuy sinh sản quanh năm ở Trinidad và Tobago, nhưng R. aurorubens đạt đỉnh điểm là từ khoảng tháng 6 đến tháng 11, tức vào mùa mưa.

### Tuổi thọ
Tuổi thọ lớn nhất được ghi nhận ở R. aurorubens là 26.

## Thương mại
Ngoài là loài hải sản thương mại, R. aurorubens còn được nhắm mục tiêu trong các hoạt động câu cá giải trí.